# Vijfdelig kaasjeskruid

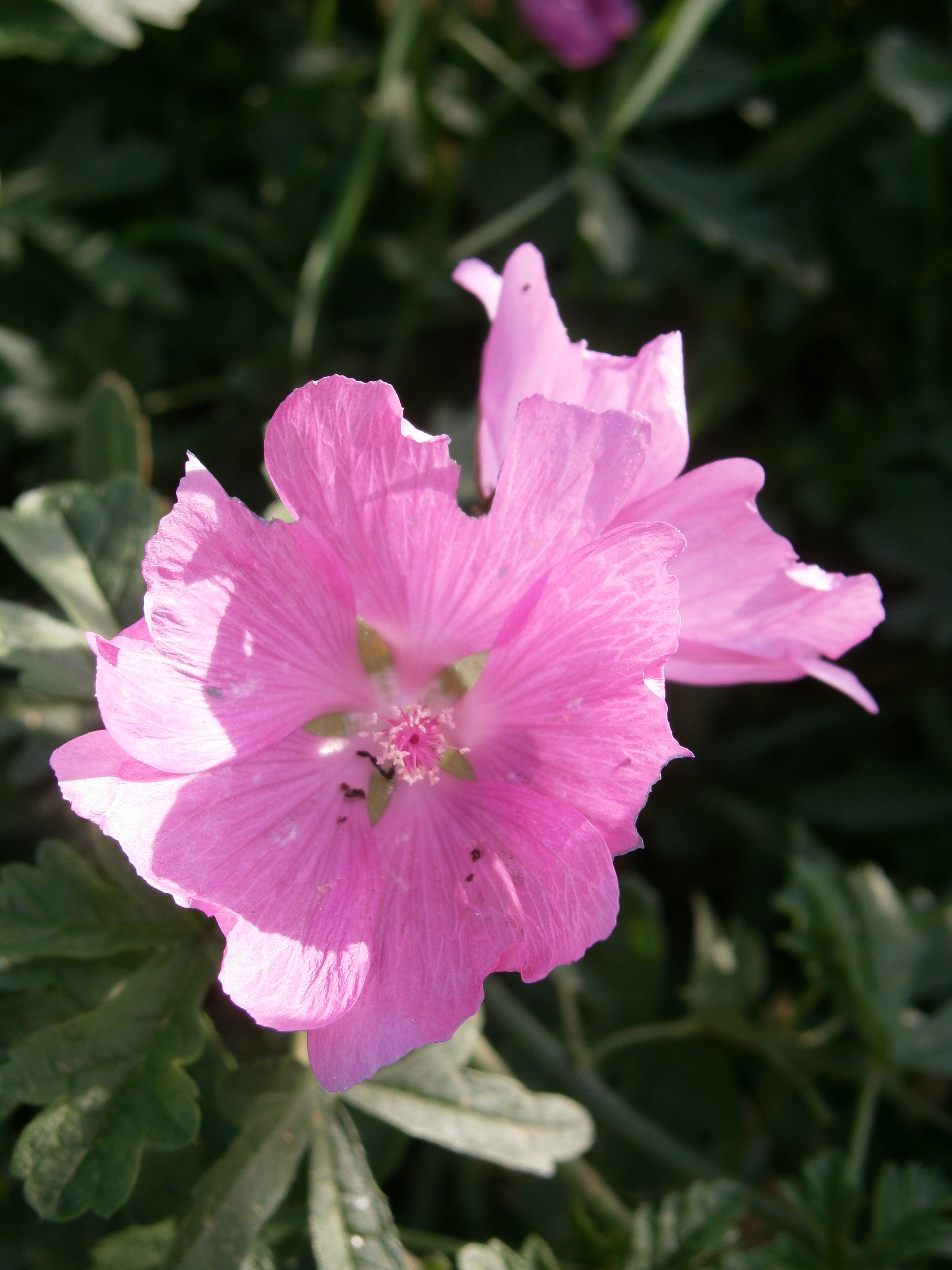
Bloemen

Vijfdelig kaasjeskruid (Malva alcea) is een plant uit de kaasjeskruidfamilie (Malvaceae). De plant heeft vijflobbige bladeren. De bloem bestaat uit vijf kroonbladen.
Het is een kruidachtige, vaste plant, die in Nederland vrij zeldzaam is. De plant komt voor in de Betuwe en in de kuststreken. Het vijfdelig kaasjeskruid staat op de Belgische Rode Lijst van planten als zeldzaam tot zeer zeldzaam. Het vijfdelig kaasjeskruid wordt ook als sierplant gebruikt, waarbij er zeven tot negen per m² moeten worden geplant. Er komen dan ook veel verschillende cultivars voor.
Het vijfdelig kaasjeskruid wordt 0,5–1 m hoog. De bovenste bladeren zijn twee derde of dieper ingesneden, maar de onderste minder diep. De plant bloeit van juni tot september met roze, reukloze bloemen. De onderste bloemen staan alleen. De 2,5–4 cm grote bloemen hebben veel meeldraden, die tot een androgynofoor samengegroeid zijn. De vrucht is een splitvrucht. De zaden kiemen in de herfst. Voor de siertuin kan in april gezaaid worden.
In de provincie Zeeland treft men de plant soms aan in de bermen langs akkers, op zuidhellingen van dijken en in heggen. De plant heeft een zonnige, matig droge tot vochtige, stikstofrijke grond nodig.
De bloemen worden bezocht door honingbijen en hommels en is ook een waardplant voor de vlinder malvabandspanner (Larentia clavaria).

## Namen in andere talen
- Duits: Sigmarswurz
- Engels: Hollyhock Mallow, Vervain Mallow
- Frans: Mauve alcée

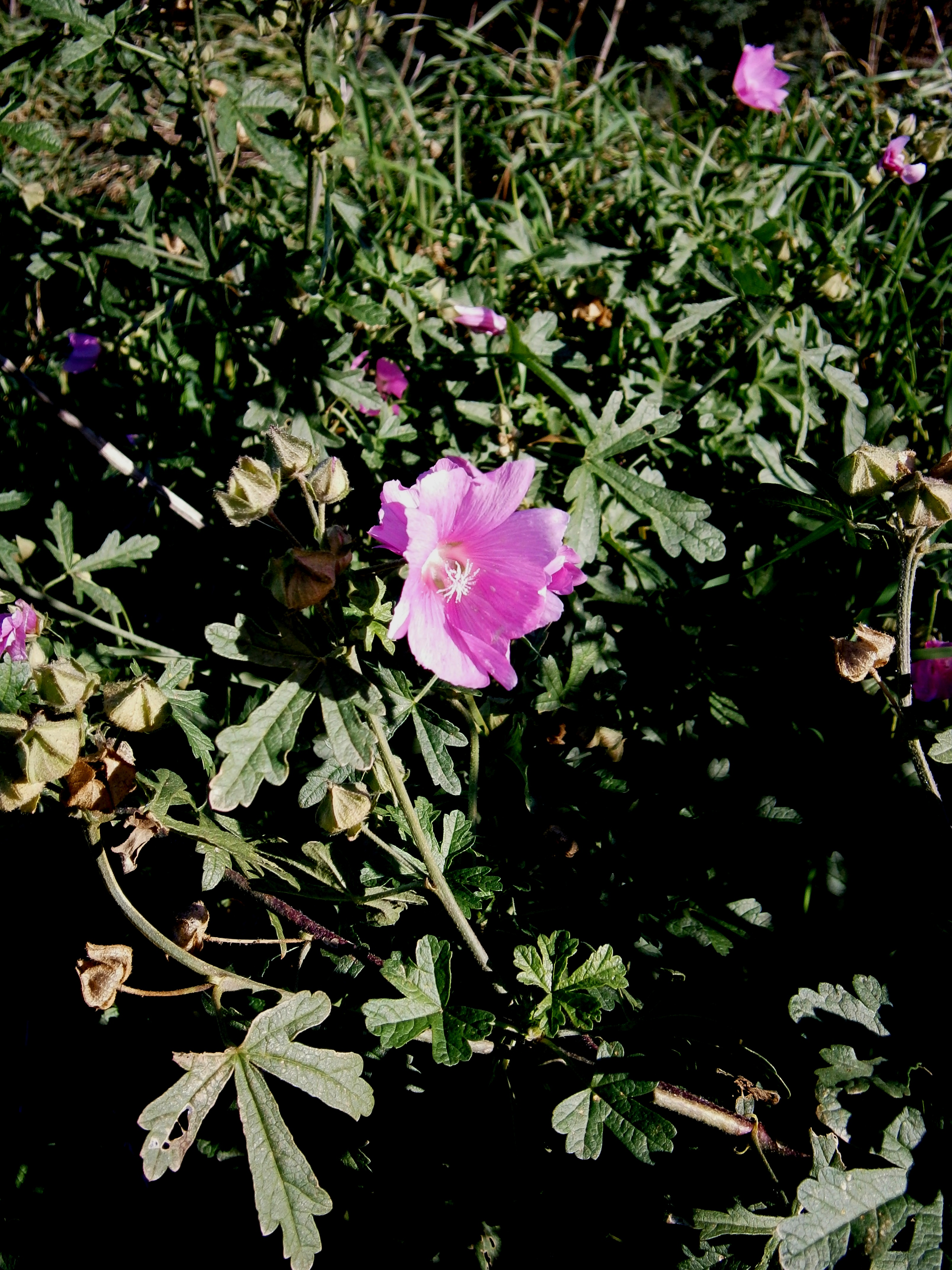
De plant
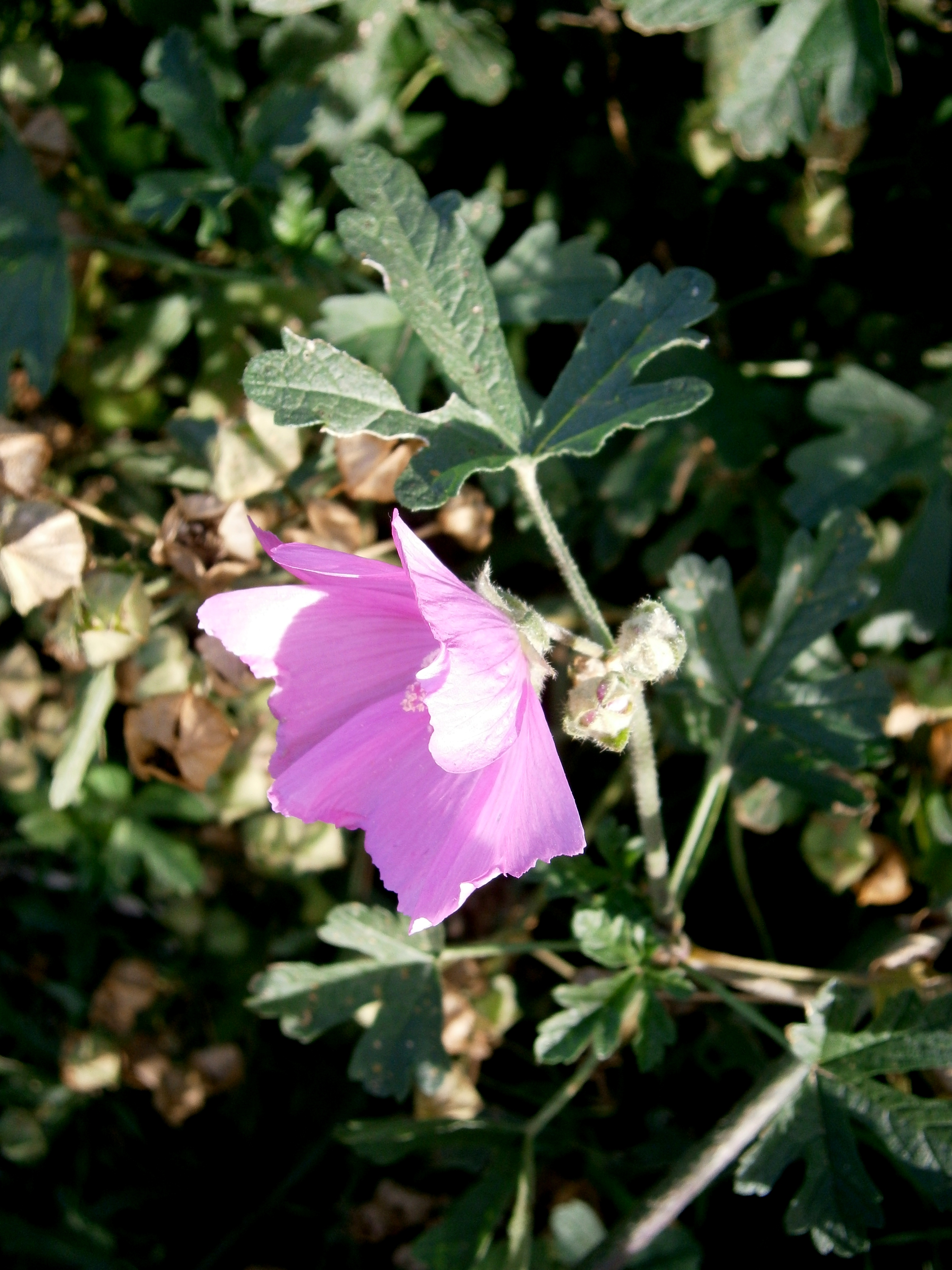
Bloem en bovenste bladeren
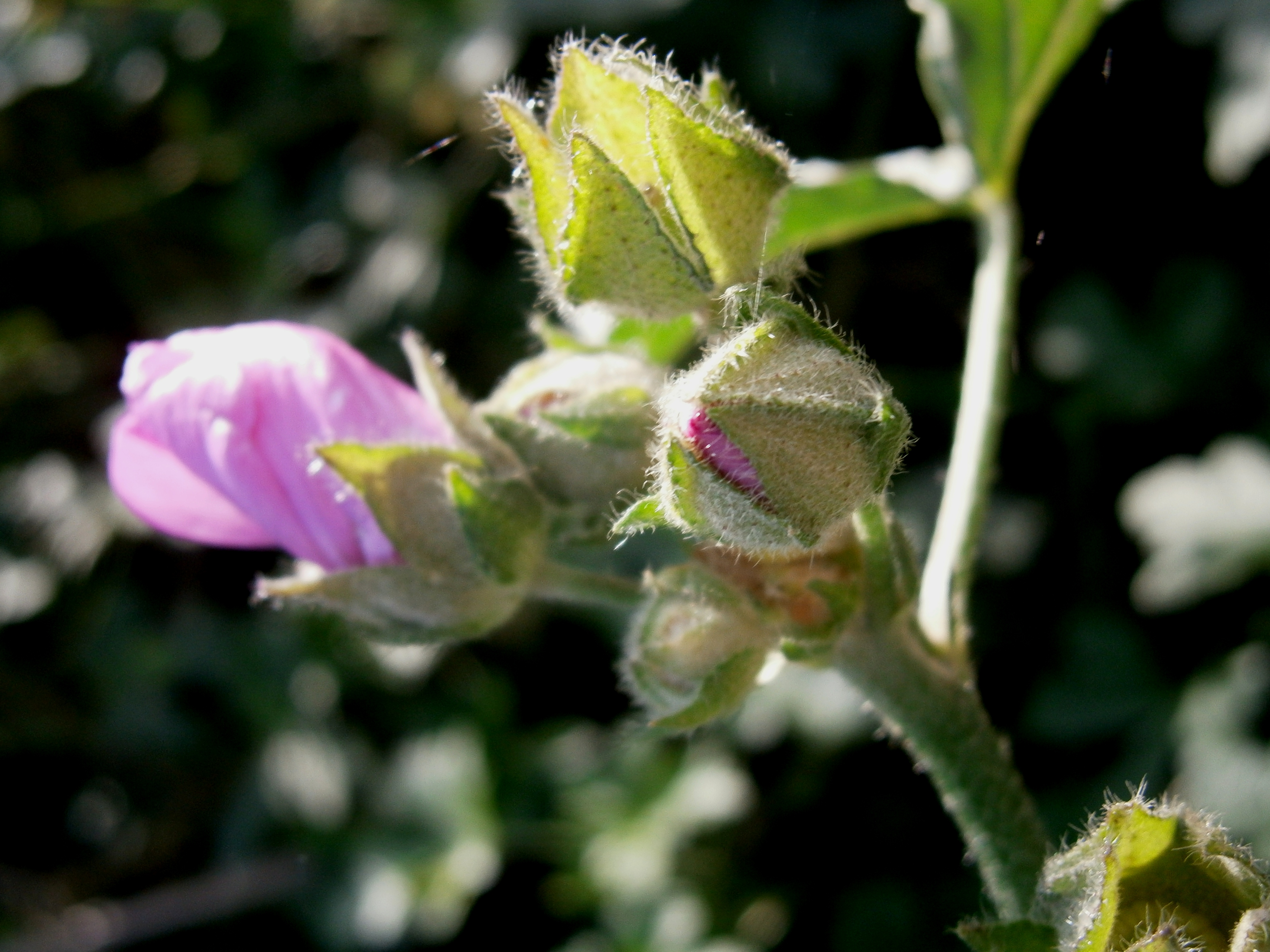
Zijkant van de bloem met bijkelk